# Mike McMahon (fútbol americano)
Michael Edward "Mike" McMahon (8 de febrero de 1979 en Pittsburgh, Pensilvania) es un jugador profesional de fútbol americano. Juega en la posición de quarterbackpara Virginia Destroyers de la United Football League. Fue seleccionado por Detroit Lions en la Ronda 5 en el draft de la NFL de 2001. Como colegial jugó en Rutgers University.
También participó con Philadelphia Eagles y Minnesota Vikings en la NFL, Toronto Argonauts y Montreal Alouettes en la Canadian Football League y California Redwoods en la UFL.

## Estadísticas UFL
|           |        | Pases | Pases | Pases | Pases | Pases | Pases | Pases | Pases               | Carrera | Carrera | Carrera | Carrera | Carrera |
| Temporada | Equipo | Cmp   | Att   | Yds   | TD    | Int   | Lg    | Sck   | Índice de audiencia | Att     | Yds     | Avg     | TD      | Lg      |
| 2009      | CAR    | 21    | 46    | 205   | 1     | 4     | 19    | 2     | 29.7                | 5       | 22      | 4.4     | 0       | 13      |

- Datos: Q3313448